# Deopalpus ochricornis
Deopalpus ochricornis là một loài ruồi trong họ Tachinidae.